# Zwoleń
Zwoleń (in jidisch: זעוולין Zevlin) è un comune urbano-rurale polacco del distretto di Zwoleń, nel voivodato della Masovia.
Ricopre una superficie di 161,12 km² e nel 2004 contava 15 243 abitanti.